# Modellrelease
Modellrelease är ett skriftligt avtal mellan en fotograf och en person som återfinns på fotografens bilder. Modellreleasen reglerar hur bilderna får användas i kommersiellt syfte. Orsaken till att modellreleaser måste skrivas är lagar som hindrar näringsidkare att använda någons namn eller bild i marknadsföring utan att personen samtyckt, såsom den svenska lagen (1978:800) om namn och bild i reklam.

## Källhänvisningar
1. ↑  "Modellrelease". Arkiverad 18 juli 2014 hämtat från the Wayback Machine. Sfoto.se. Läst 20 september 2014.
2. ↑  "Vem har ansvar för modellavtal?". Arkiverad 26 juni 2014 hämtat från the Wayback Machine. Sfoto.se. Läst 20 september 2014.
3. ↑  "Lag (1978:800) om namn och bild i reklam". Riksdagen.se. Läst 20 september 2014.